# بخش ۳۰۲
بخش ۳۰۲ (به هندی: Dafaa 302) و (به انگلیسی: Section 302) فیلمی هندی محصول سال ۱۹۷۵ و به کارگردانی ک. شریواستاوا است. در این فیلم بازیگرانی همچون راندهیر کاپور، ریکا، پرمنات، بیندو، آریونا ایرانی، آجیت خان، آشوک کومار و مراد ایفای نقش کرده‌اند.